# Le Roy (Michigan)
Le Roy – wieś w Stanach Zjednoczonych, w stanie Michigan, w hrabstwie Osceola.